# 쇠데르셰핑

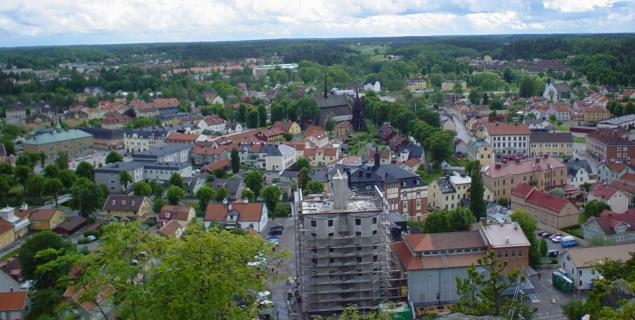
쇠데르셰핑 시가지

쇠데르셰핑(스웨덴어: Söderköping)은 스웨덴 외스테르예틀란드주의 도시로 면적은 4.02km2, 인구는 6,992명(2010년 12월 31일 기준), 인구 밀도는 1,738명/km2이다.
외스테르예틀란드 주의 주도인 노르셰핑에서 남동쪽으로 약 15km 정도 떨어진 곳에 위치한다. 예테보리와 발트해를 연결하는 예타 운하의 동쪽 끝에 위치한다.

시 문장